# 24019 Джеремігаспер
24019 Джеремігаспер (24019 Jeremygasper) — астероїд головного поясу, відкритий 9 вересня 1999 року.
Тіссеранів параметр щодо Юпітера — 3,511.